# Pemalang (huyện)

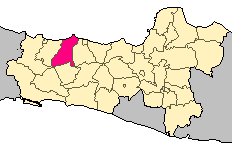
Vị trí tại Pemalang

Pemalang là một huyện (tiếng Indonesia: kabupaten) ở bờ biển phía bắc tỉnh Trung Java tại Indonesia. Huyện lị là thành phố Pemalang. Huyện có diện tích 996,09 km², dân số vào năm 2003 là 1.320.000 người, mật độ đạt 1.325,18 người/km².
Giống như các thành phố lớn Tegal ở phía tây và Pekalongan ở phía đông, vào thế kỷ 19, Pemalang có ngành công nghiệp mía đường chiếm ưu thế. Khu vực huyện có đất đai màu mỡ, được dùng để canh tác lúa. Vào giai đoạn kết thúc thế kỷ 19, phần đất phì nhiêu nhất nằm ở ven biển chủ yếu dành cho việc trồng mía, được phân thành 5 đồn điền lớn. Dưới thời Nhật Bant chiếm đóng trong Thế chiến II, huyện phải cung cấp gạo cho các nỗ lực chiến tranh của Nhật Bản, những kẻ chiếm đóng lập ra một hạn ngạch rất cao và gây nên tình trạng thiếu lương thực.
Huyện Pemalang được chia thành các phó huyện/xã: Ampelgading, Bantarbolang, Belik, Bodeh, Comal, Moga, Pemalang, Petarukan, Pulosari, Randudongkal, Taman, Ulujami, Warungpring, Watukumpul.